# Антитрастовий закон Клейтона
Антитрастовий закон Клейтона (англ. Clayton Antitrust Act) — федеральний антитрастовий закон, прийнятий у США в 1914 р. (15 жовтня 1914), що посилював окремі положення Закону Шермана через оголошення незаконними певних специфічних методів діяльності фірм. Був розроблений Генрі де Ламар Клейтоном (Henry De Lamar Clayton)
Закон Клейтона, зокрема, забороняє:
- локальне зниження цін для боротьби з конкурентами;
- злиття фірм за рахунок придбання акцій конкурентів, якщо такі дії зменшували конкурентну боротьбу;
- суміщення посад у радах директорів різних фірм та ділових підприємств, що діють в одній сфері бізнесу;
- накладалось обмеження на реалізацію та продаж товарів з примусовим асортиментом.

Цим законом було усунено недолік Закону Шермана — було дозволено профспілки та сільськогосподарські кооперативи. Окрім того, було дозволено мирні страйки, пікети та бойкоти.